# Jiří Baumruk
Jiří Baumruk (27. června 1930 – 23. listopadu 1989) byl československý basketbalista, trenér a sportovní funkcionář. Je zařazen na čestné listině zasloužilých mistrů sportu.
Byl střelcem basketbalového družstva Sparty Praha a reprezentace Československa. V sezóně 1955–1956 v 1. lize basketbalu Československa Slavoj Vyškov – Sparta Praha (65:112) zaznamenal rekordních 60 bodů. Účastnil se s družstvem Československa dvakrát Olympijských her (1952, 1960) a šesti Mistrovství Evropy, na nichž získal 3× stříbrnou a 1× bronzovou medaili a v roce 1957 byl vyhlášen nejlepším hráčem Mistrovství Evropy. Za československou basketbalovou reprezentaci odehrál celkem 193 zápasů v letech 1951–1961.,, Na Olympijských hrách v Římě v roce 1960 dosažené páté místo je nejlepší umístění československého mužského basketbalu. Byl nejlepším střelcem družstva se 147 body v 8 utkáních, které v boji o 5. místo porazilo Jugoslávii 98:93 (Baumruk 34 bodů).
V roce 2001 v anketě o nejlepšího českého basketbalistu dvacátého století skončil na 7. místě. V roce 2003 byl uveden do Síně slávy České basketbalové federace. V roce 1989 zahynul při dopravní nehodě.
Jeho syn PaedDr. Jiří Baumruk (* 27. 11. 1955) hrál rovněž basketbalovou ligu za tým Sparta Praha, a to celkem 8 sezón (1973–1979, 1980–1982) a zaznamenal v nich 2023 bodů.

## Sportovní kariéra

### Hráčská

#### kluby
- 1950–51 Sparta Praha, 1952–53 Slavia Praha, 1953–54 Ekonom Praha, 1954–64 Sparta Praha, 1965–66 Tatran Stavební závody Praha (1. liga, hrající trenér)
- úspěchy:

1. liga basketbalu Československa: celkem 9 medailových umístění

1× mistr Československa (1960), 5× vicemistr (1950, 1951, 1956, 1959, 1961), 3× 3. místo (1957, 1962, 1964)

#### Československo
Předolympijská kvalifikace
- 1960, Bologna (1. místo), celkem 68 bodů v 5 zápasech, postup na OH

Olympijské hry
- 1952 Helsinki,9.–16. místo z 23 národních týmů, celkem 8 bodů ve 3 zápasech
- 1960 Řím (5. místo), celkem 147 bodů v 8 zápasech, nejlepší střelec týmu s průměrem 18.4 bodů na zápas

Mistrovství Evropy
- 1951 Paříž (8 bodů /3 zápasy), 1953 Moskva (17/4), 1955 Budapest (40/9), 1957 Sofia (169/10), 1959 Istanbul (130/8), 1961 Bělehrad (67/8)
- na šesti ME celkem 431 bodů v 39 zápasech
- úspěchy:
- 3× vicemistr Evropy (1951, 1955, 1959), 1× 3. místo (1957), 1× 4. místo (1953), 1× 5. místo (1961)
- nejlepší hráč šampionátu (MVP) na ME 1957
- nejlepší střelec Československa na ME 1957, 1959 a na OH 1960

### Trenérská
- 1965–66 Tatran SZ Praha, 1. liga (zároveň hráč)
- Sparta Praha 1964/65 1. liga ženy, 1971–79 1. liga muži (1× 3. místo 1976), 3× 4. místo (1971, 1972, 1973)
- 1966–68 Slavia Praha
- 1969–71 Candy Brugherio (Itálie)

### Funkcionářská
Po skončení basketbalové kariéry byl sekretářem svazu cyklistiky.